# Sant Salvador dels Angles
Sant Salvador dels Angles fou l'església parroquial del poble i comuna dels Angles, a la comarca del Capcir, de la Catalunya del Nord.
Les seves restes estan situades a 715 metres al nord-est respecte de l'església parroquial actual dels Angles, a la Serra del Pujal.

## Història
El lloc dels Angles és conegut des del 965, però no és fins al 1106 que es té constància de l'existència d'aquesta església. Un precepte de Carles el Simple atribuït a l'any 908, actualment considerat com a fals, atribueix Sant Salvador dels Angles al monestir de Sant Jacme de Jocó, cosa que no es produí fins passat l'any 1100. El 1106 fou consagrat l'altar d'aquesta església per Ricard, bisbe de Narbona, a instàncies de Guillem, abat de Jocó. El 1268 ja consta com a castrum de Podio Angulorum in parrochia Sancti Salvatoris.
Amb el desplaçament de la població des dels entorns d'aquesta església al puig on es dreçava el castell, Sant Salvador continuà essent parròquia dels Angles, fins que al segle xix es construí l'església nova damunt de l'antiga capella del castell, dedicada a sant Miquel, que ja funcionava com a nova parròquia, cosa que va produir el definitiu abandonament de Sant Salvador. A més, en la construcció de l'església nova, després del 1853, s'utilitzaren els carreus de la vella, les restes del qual avui dia pràcticament només queda el reblert de la capçalera del temple. L'edifici nou es construí ràpidament entre el 1864 i el 1866.

## Descripció

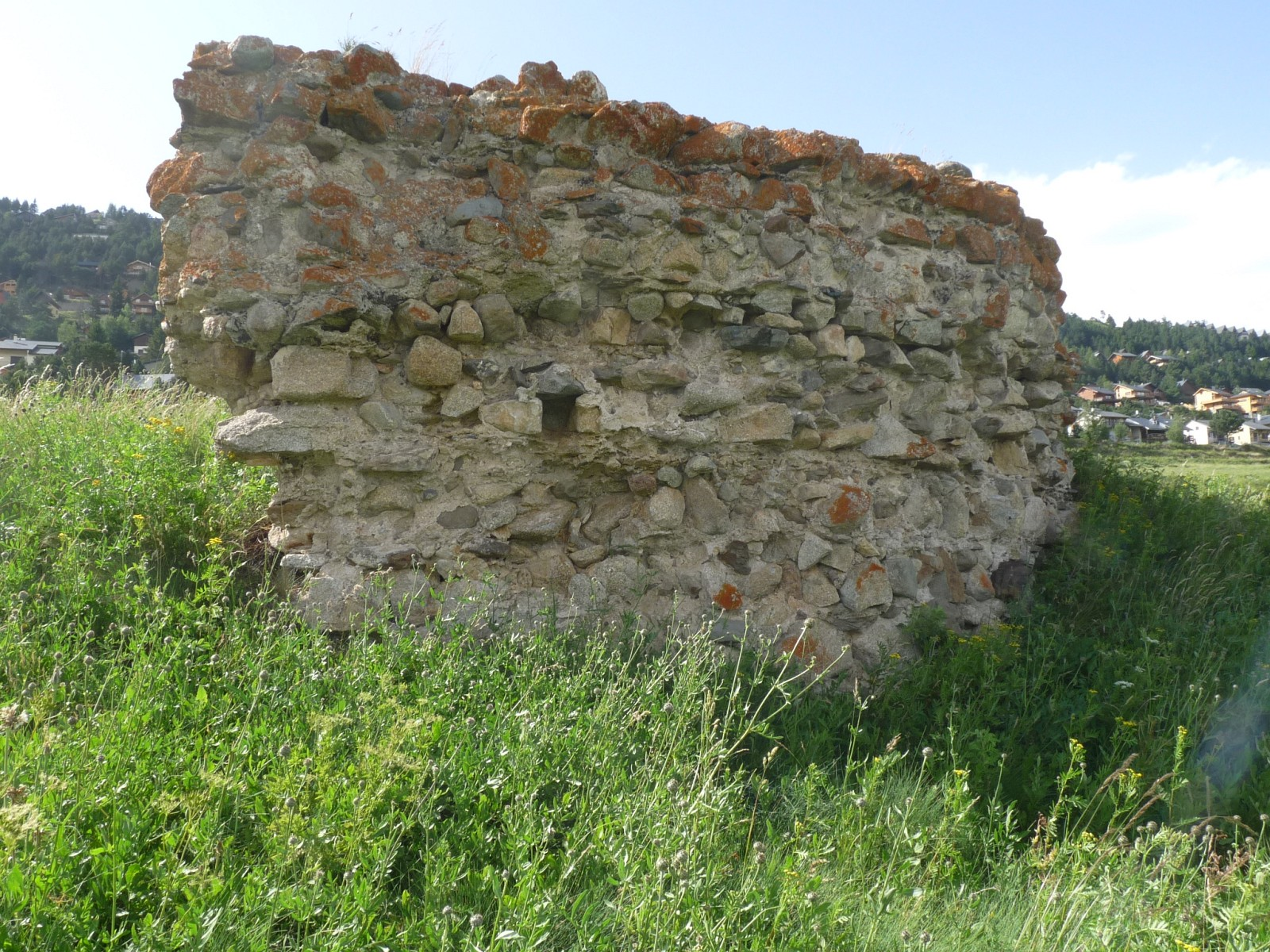
Restes conservades de l'absis

Era una petita església d'una sola nau amb absis orientat a llevant. L'obra era de carreus regulars de pedra calcària, disposats en filades horitzontals regulars, ara presents a Sant Miquel dels Angles. In situ de l'església vella només queda el reblert de calç de la capçalera. La decoració llombarda de l'absis es conserva en part a l'església nova, on 13 de les 21 mènsules de les arcades llombardes de l'absis són les originals de Sant Salvador.
Un retaule de l'actual església parroquial de Sant Miquel dels Angles, el de l'Epifania i l'Adoració dels Reis Mags, prové d'antiga església de Sant Salvador. El retaule està classificat com a monument historic des de l'any 2000. També una pica baptismal d'aquesta església es conserva a l'actual església parroquial.